# Whitesville (Virginie-Occidentale)
Pour les articles homonymes, voir Whitesville.
La ville américaine de Whitesville est située dans le comté de Boone, dans l’État de Virginie-Occidentale. Lors du recensement de 2000, sa population s’élevait à 520 habitants.
Autrefois appelée Jarrold's Valley et Pritchard City, la ville doit son nom à B. W. White, l'un de ses premiers habitants.